# Igai – The Play Dead/Alive
Igai – The Play Dead/Alive (jap. 異骸‐THE PLAY DEAD/ALIVE) ist eine Mangaserie von Tsukasa Saimura. Der Seinen-Manga erschien von 2014 bis 2018 in Japan und erzählt eine Horror-Geschichte über Zombies an einer Oberschule.

## Inhalt
An einem Schultag wie allen anderen bittet Kurumi ihren Freund Akira darum, dem Boxer und gemeinsamen Freund Umezawa zu helfen. Der steckt in einer wilden Prügelei und ruft den beiden Freunden zu, dass sie fliehen sollen. Doch die mischen sich ein. Kurumi wird von einem der Angreifer gebissen und beißt kurz darauf auch Umezawa. Die drei fliehen, doch die Gebissenen werden ebenso aggressiv wie die Angreifer. Akira findet seine Freundin, als sie einen Unbeteiligten frisst. Als sie auch ihn angreift, werden alle plötzlich wieder normal. Sie sind verwirrt und erinnern sich nicht, was passiert ist. Einige Zeit später geht der Wahnsinn aufs Neue los und Akira versucht gemeinsam mit der Hobbyfotografin Madoka das Geschehen zu dokumentieren. Doch dabei bringen sich beide in Gefahr.
Als die Gebissenen erneut zur Ruhe gekommen sind, werden sie von der Schule verstoßen. An ihren Augen können sie leicht erkannt werden. Während die Ungebissenen jeden weiteren Kontakt meiden, schließen sich die Verstoßenen zusammen und fühlen sich ungerecht behandelt. Akira will Kurumi nicht aufgeben und ihr helfen, hat aber das Vertrauen seiner Freundin verloren und steht jetzt zwischen beiden Seiten.

## Veröffentlichung
Der Manga erschien von 2014 bis 2018 im Magazin Comic Ryū des Verlags Tokuma Shoten. Der brachte die Kapitel auch gesammelt in neun Bänden heraus. 
Eine deutsche Übersetzung von Burkhard Höfler erschien von März 2016 bis Juni 2020 bei Egmont Manga. Seven Seas Entertainment brachte eine englische Übersetzung unter dem Titel Hour of the Zombie heraus, Glénat eine französische und Flashbook Edizioni eine italienische.